# 韋氏翼甲鯰
韋氏翼甲鯰，為輻鰭魚綱鯰形目甲鯰科的其中一種，為熱帶淡水魚，分布於南美洲Marañon河、烏卡亞利河等流域，體長可達19.7公分，棲息在底層水域，生活習性不明。

## 扩展阅读
維基物種上的相關：韋氏翼甲鯰